# آسک (تارن-ا-گارون)
آسک (به فرانسوی: Asques) یک کمون در فرانسه است که در canton of Lavit واقع شده‌است. آسک ۱۰٫۶۱ کیلومتر مربع مساحت دارد ۲۳۰ متر بالاتر از سطح دریا واقع شده‌است.